# Liang Baohua
Liang Baohua (chinesisch 梁保华; * November 1945 in Yichun, Jiangxi) ist ein ehemaliger chinesischer Politiker der Kommunistischen Partei Chinas (KPCh), der unter anderem zwischen 2003 und 2008 Gouverneur von Jiangsu sowie von 2007 und 2010 Sekretär des Parteikomitees der Provinz Jiangsu war.

## Leben
Liang Baohua begann nach dem Schulbesuch 1963 ein Studium an der Fakultät für Journalismus der Fudan-Universität und schloss dieses 1968 ab. Während des Studiums trat er 1965 der Kommunistischen Partei Chinas (KPCh) als Mitglied bei und arbeitete nach Abschluss des Studiums von 1968 bis 1969 ein Jahr lang in der Volkskommune Xinhu im Kreis Taicang. Im Anschluss war er zwischen 1969 und 1975 Mitarbeiter der Allgemeinen Abteilung des Parteikomitees im Kreis Taicang sowie danach von 1975 bis 1977 sowohl stellvertretender Leiter der Allgemeinen Abteilung des Parteikomitees dieses Kreises als auch Mitarbeiter der Allgemeinen Abteilung des Parteikomitees der Provinz Jiangsu. Anschließend war er zwischen 1977 und 1981 Mitarbeiter in der Sektion Politische Forschung des Ministeriums für Leichtindustrie sowie zugleich Mitarbeiter des Amtes für Leichtindustrie in Shanghai. 1981 ging er in die Provinz Jiangsu und war dort bis 1982 Sekretär der Allgemeinen Abteilung des Parteikomitees sowie zwischen 1983 und 1985 stellvertretender Leiter dieser Abteilung, ehe er zuletzt von 1985 bis 1994 Leiter der Allgemeinen Abteilung des Parteikomitees der Provinz Jiangsu war. Zugleich fungierte er zwischen 1991 und 1993 als stellvertretender Generalsekretär und daraufhin von 1994 bis 1998 als Generalsekretär des Parteikomitees dieser Provinz. Er war außerdem zwischen 1994 und 2010 Mitglied des Ständigen Ausschusses des Parteikomitees der Provinz Jiangsu sowie des Weiteren von 1997 bis 2002 stellvertretender Sekretär der Parteiführungsgruppe der Volksregierung dieser Provinz.
Liang, der Delegierter auf dem XV. Parteitag der Kommunistischen Partei Chinas (12. bis 19. September 1997) war, fungierte  zwischen 1998 und 2000 als Sekretär des Parteikomitees der bezirksfreien Stadt Suzhou und war danach zwischen 2001 und 2002 Vize-Gouverneur sowie geschäftsführender Vize-Gouverneur der Provinz Jiangsu. Daneben war er zwischen 2000 und 2007 auch stellvertretender Sekretär des Parteikomitees der Provinz Jiangsu und von 2001 und 2002 zudem stellvertretender Sekretär der Parteiführungsgruppe der Volksregierung dieser Provinz. Auf dem XVI. Parteitag (8. bis 14. November 2002) wurde er Kandidat des Zentralkomitees der Kommunistischen Partei Chinas (ZK der KPCh). Als Nachfolger von Ji Yunshi wurde er im 17. Dezember 2002 zunächst kommissarischer Gouverneur sowie im Februar 2003 Gouverneur von Jiangsu und bekleidete diese Funktion bis zum 4. Januar 2008, woraufhin Luo Zhijun ihn ablöste，Während seiner Amtszeit als oberster Führer der Provinz Jiangsu bündelte er alle Richtlinien und Ressourcen der Provinz in Suzhou, unterstützte die Entwicklung von Suzhou umfassend und unterdrückte die Entwicklung anderer Städte in der Provinz.
Liang Baohua war ferner zwischen 2003 und 2008 in der zehnten Legislaturperiode Deputierter des Nationalen Volkskongresses. Als Nachfolger von Li Yuanchao übernahm er im Oktober 2007 den Posten als Sekretär des Parteikomitees der Provinz Jiangsu und bekleidete diesen bis Dezember 2010, woraufhin auch hier Luo Zhijun ihn ablöste. Auf dem XVII. Parteitag (15. bis 21. Oktober 2007) wurde er außerdem Mitglied des ZK der KPCh und gehörte diesem Führungsgremium der Partei bis zum XVIII. Parteitag (8. bis 14. November 2012) an. Er war außerdem zwischen 2008 und 2010 Direktor des Ständigen Ausschusses des Volkskongresses der Provinz Jiangsu. Er bekleidete daraufhin während der elften Legislaturperiode von 2010 bis 2013 den Posten als stellvertretender Direktor des Finanz- und Wirtschaftsausschusses des Nationalen Volkskongresses und war zuletzt Leiter des Organisationskomitees für die Olympischen Jugend-Sommerspiele 2014 in Nanjing.